# II-48
De II-48 is een nationale weg van de tweede klasse in Bulgarije. De weg loopt van Omoertag naar Mokren. De II-48 is 62 kilometer lang.